# Bolgár-tábla

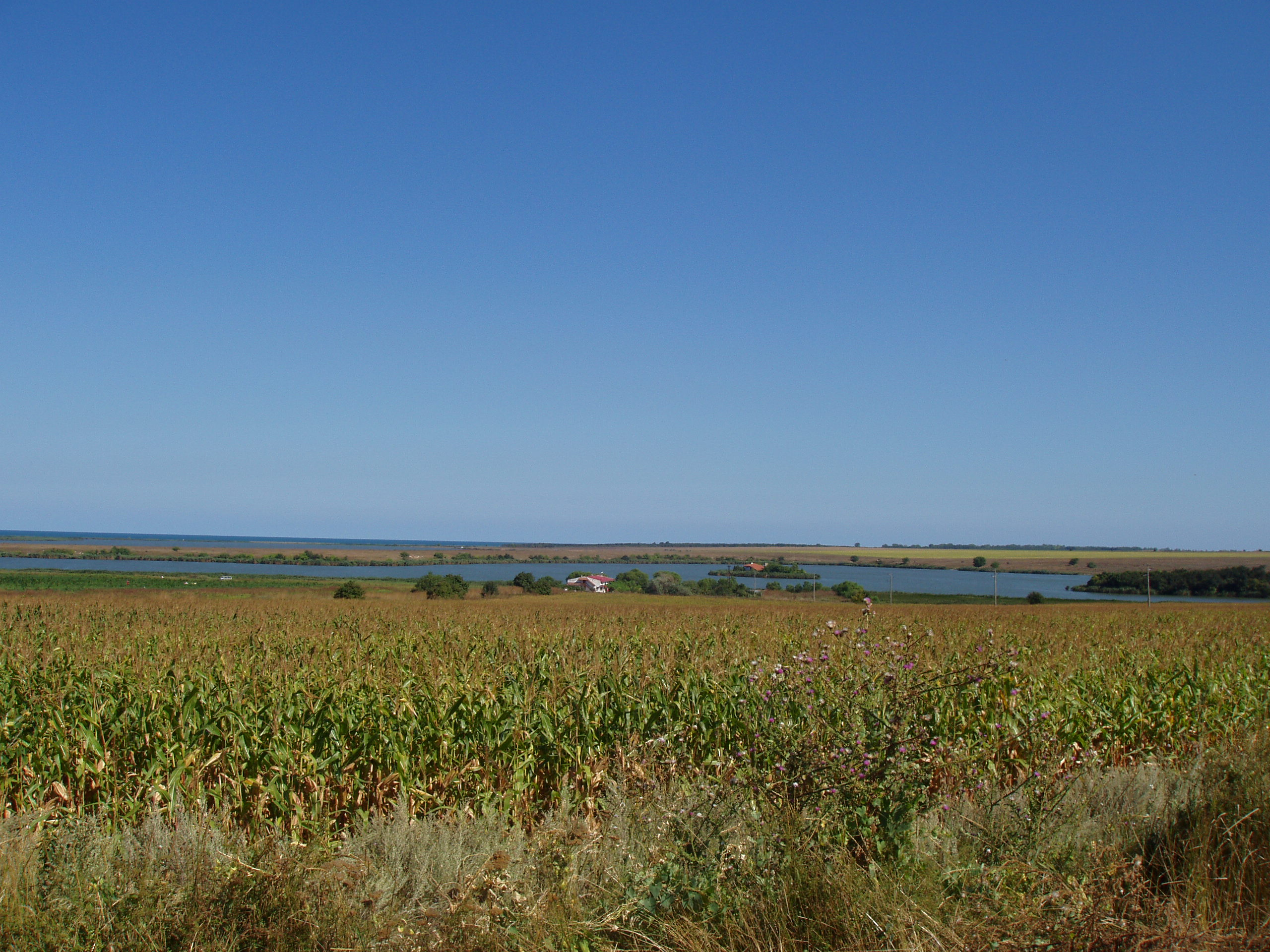
Dobrudzsa

A Bolgár-tábla vagy Dunai-táblásvidék (bolgárul: Дунавска равнина, Dunavszka ravnina) Bulgáriában található síkság.

## Jellemzői
A Balkán-hegység és a Duna között fekvő, mintegy 12 000 km²–en lösszel borított, hullámos táj, mely az Elő-Balkánhoz kapcsolódik. A Kárpátoktól a Balkán-hegységig tartó Alsó-dunai-medence része. Határai a Duna, az Elő-Balkán, a Timok és a Fekete-tenger. Nyugati része keskenyebb, mintegy 40-60 km széles, kelet felé szélesedik, itt akár 120 km is lehet. Hosszúsága 500 km. Átlagosan 190 méter a tengerszint feletti magassága, de 200 és 400 méter közötti részei is vannak. Szorosan vett értelemben nem síkság, hanem dombos táblásvidék.
Középidei üledékekből, főképp jura időszaki mészkőből áll. Része a Dunai-síkság, melynek vízszintesen rétegződő kőzetei felett folyami üledékréteg fekszik. Északi része fontos a gabonatermelés szempontjából, itt jó minőségű feketeföld (csernozjom) található. Éghajlata mérsékelten kontinentális, a középhőmérséklet 10-12°C, nagy a hőmérséklet ingadozása; a tél hideg, akár -35°C is lehet, a nyár forró (akár 40°C), a csapadék mennyisége átlagosan 500-600 mm, ahótakaró átlagvastagsága 10-15 cm. Erős szelek jellemzik, melyek tájanként eltérő irányúak lehetnek.

### Részei
Három részre osztható: a nyugati a Vit folyóig tart, a középső a Vit és a Jantra közötti rész, a keleti pedig a Jantra és a Fekete-tenger közé eső rész.
A nyugati rész inkább síkság jellegű, eléggé keskeny szakasz, a folyók északkelet felé haladnak, az Elő-Balkán szélén kanyonhoz hasonlító völgyeket vájtak. Az itteni löszfennsíkok bolgár elnevezése zlatija („aranymező”). A középső rész dombosabb, folyók által tagoltabb, néhol bazaltdombokkal tarkított. A keleti rész a legnagyobb területű, jellemzőek rá a fennsíkok. A folyók északon a Duna irányába, délkeleten a Provadijszka-folyó felé folynak, kisebb számban pedig a Fekete-tenger irányába. Ide tartozik Dobrudzsa, ahol gabonát termesztenek, de kőolajat és kőszenet is kitermelnek.